# 黃省曾
黃省曾（1490年—1540年），字勉之，號五嶽山人，直隸吳縣（ 今屬江蘇省蘇州市）人。

## 生平
生于弘治三年庚戌年（1490年）三月十六日寅时，《明儒学案》记其“少好古文，解通《尔雅》。为王济之、杨君谦所知”，嘉靖十年（1531年）鄉試中舉，後進士不第，從王守仁遊，學詩於李夢陽，於書無所不覽，長於農業與畜牧。殁于嘉靖丙午年（1546年）。

## 家族
先世为河南汝宁人。兄黃魯曾（1487年-1561年）。
有子黃姬水。

## 著作
- 《吳風錄》一卷[5]
- 《稻品》（《理生玉鏡稻品》）1卷、《蚕经》（又称《养蚕经》）1卷、《种鱼经》1卷、《艺菊书》（又称《艺菊谱》）1卷等。合称为《农圃四书》。
- 《芋经》（又称《种芋法》）1卷、《兽经》1卷。

## 外部連結
- 尹玲玲：〈明代学者黄省曾及其著述〉